# Kevin Sessa
Kevin Sessa, né le 6 juillet 2000 à Stuttgart, est un footballeur allemand qui évolue au poste de milieu de terrain au Hertha Berlin.
Il possède également la nationalité argentine.
Ses frères, Dominic et Nicolás, sont également footballeurs.

## Biographie
Passé par les équipes de jeunes du VfB Stuttgart et du FSV Waiblingen, Kevin Sessa est formé au Stuttgarter Kickers avant de rejoindre le FC Heidenheim en juillet 2017.
Il intègre l'équipe professionnelle du FC Heidenheim le 16 mars 2018 à l'occasion d'un match de championnat de 2. Bundesliga face au Holstein Kiel (défaite 2-1).
Il devient véritablement titulaire lors de la saison 2020-2021 où il dispute trente rencontres sur trente-quatre possibles.

## Palmarès
FC Heidenheim
- Championnat d'Allemagne de deuxième division
  - Champion : 2023

## Statistiques
| Saison                | Club                  | Championnat           | Championnat | Championnat | Championnat | Coupe(s) nationale(s) | Coupe(s) nationale(s) | Coupe(s) nationale(s) | Total | Total | Total |
| Saison                | Club                  | Division              | M.          | B.          | P.d.        | M.                    | B.                    | P.d.                  | M.    | B.    | P.d.  |
| 2017-2018             | FC Heidenheim         | 2. Bundesliga         | 2           | 0           | 0           | -                     | -                     | -                     | 2     | 0     | 0     |
| 2018-2019             | FC Heidenheim         | 2. Bundesliga         | 2           | 0           | 0           | -                     | -                     | -                     | 2     | 0     | 0     |
| 2019-2020             | FC Heidenheim         | 2. Bundesliga         | 2+2         | 0+0         | 0+0         | 1                     | 0                     | 0                     | 5     | 0     | 0     |
| 2020-2021             | FC Heidenheim         | 2. Bundesliga         | 30          | 2           | 6           | -                     | -                     | -                     | 30    | 2     | 6     |
| 2021-2022             | FC Heidenheim         | 2. Bundesliga         | 21          | 2           | 0           | -                     | -                     | -                     | 21    | 2     | 0     |
| 2022-2023             | FC Heidenheim         | 2. Bundesliga         | 32          | 3           | 2           | 2                     | 0                     | 0                     | 34    | 3     | 2     |
| 2023-2024             | FC Heidenheim         | Bundesliga            | 16          | 0           | 1           | 2                     | 0                     | 0                     | 18    | 0     | 1     |
| Total sur la carrière | Total sur la carrière | Total sur la carrière | 107         | 7           | 9           | 5                     | 0                     | 0                     | 112   | 7     | 9     |